# Le Flux et le Reflux (téléfilm britannique)
Pour le roman, voir Le Flux et le Reflux.
Pour le téléfilm français, voir Le Flux et le Reflux (téléfilm français).
Le Flux et le Reflux (Taken at the Flood) est un téléfilm britannique de la série télévisée Hercule Poirot, réalisé par Andy Wilson, sur un scénario de Guy Andrews, d'après le roman Le Flux et le Reflux, d'Agatha Christie.
Ce téléfilm, qui constitue le 57e épisode de la série, a été diffusé pour la première fois au Royaume-Uni le 2 avril 2006 sur le réseau d'ITV et en France le 26 mai 2006 sur TMC.

## Synopsis
Gordon, le membre le plus riche de la famille Cloade, épouse la jeune Rosaleen. Quelques jours plus tard, il meurt dans une explosion de gaz et toute sa fortune va à sa nouvelle femme. Cependant, selon un membre de la famille, le précédent mari de Rosaleen ne serait pas mort, ce qui empêcherait celle-ci d'hériter. Alors qu'un étranger s'installe dans le village, Poirot doit retrouver ce mari.

## Fiche technique
- Titre français : Le Flux et le Reflux
- Titre original : Taken at the Flood
- Réalisation : Andy Wilson
- Scénario : Guy Andrews, d'après le roman Le Flux et le Reflux (1948) d'Agatha Christie
- Décors : Jeff Tessler
- Costumes : Sheena Napier
- Photographie : Sue Gibson
- Montage : Jamie McCoan
- Musique originale : Stephen McKeon
- Casting : Maureen Duff
- Production : Trevor Hopkins
  - Production déléguée : Gail Kennett, Michele Buck, Phil Clymer, Delia Fine et Damien Timmer
  - Production associé : David Suchet
- Sociétés de production : Granada, A&E Television Networks et Agatha Christie Ltd.
- Durée : 100 minutes
- Pays d'origine :  Royaume-Uni
- Langue originale : Anglais
- Genre : Policier
- Ordre dans la série : 57e - (4e épisode de la saison 10)
- Premières diffusions :
  -  Royaume-Uni : 2 avril 2006 sur le réseau d'ITV
  -  France : 26 mai 2006 sur TMC

## Distribution
- David Suchet (VF : Roger Carel) : Hercule Poirot
- David Yelland : George le valet
- Jenny Agutter : Adela Marchmont
- Patrick Baladi (VF : Thierry Wermuth) : Rowley Cloade
- Eva Birthistle (VF : Barbara Delsol) : Rosaleen/Eileen
- Elliot Cowan (VF : Jean-Philippe Puymartin) : David Hunter
- Amanda Douge (VF : Danièle Douet) : Lynn Marchmont
- Penny Downie : (VF : Clara Borras) Frances Cloade
- Richard Durden : Pebmarsh
- Claire Hackett (VF : Monique Thierry) : Beatrice Lippincott
- Richard Hope : Superintendant Harold Spence
- Celia Imrie (VF : Josiane Pinson) : "Tante" Kathy Cloade
- Nicholas Le Prevost (en) (VF : Yves Barsacq) : Major James Porter
- Tim Pigott-Smith : Dr Lionel Cloade
- Elizabeth Spriggs : Mrs Leadbetter
- Pip Torrens : Jeremy Cloade
- Tim Woodward : Enoch Arden/Charles
- Martha Barnett : la "vraie" Rosaleen